# 松林华西龙头草
松林华西龙头草（学名：Meehania fargesii var. pinetorum）为唇形科龙头草属下的一个变种。分布区域产自中国贵州中部（贵阳、龙里）、四川东南部（南川）及云南东部和东北部；模式标本采自云南罗平。